# William Dorsheimer

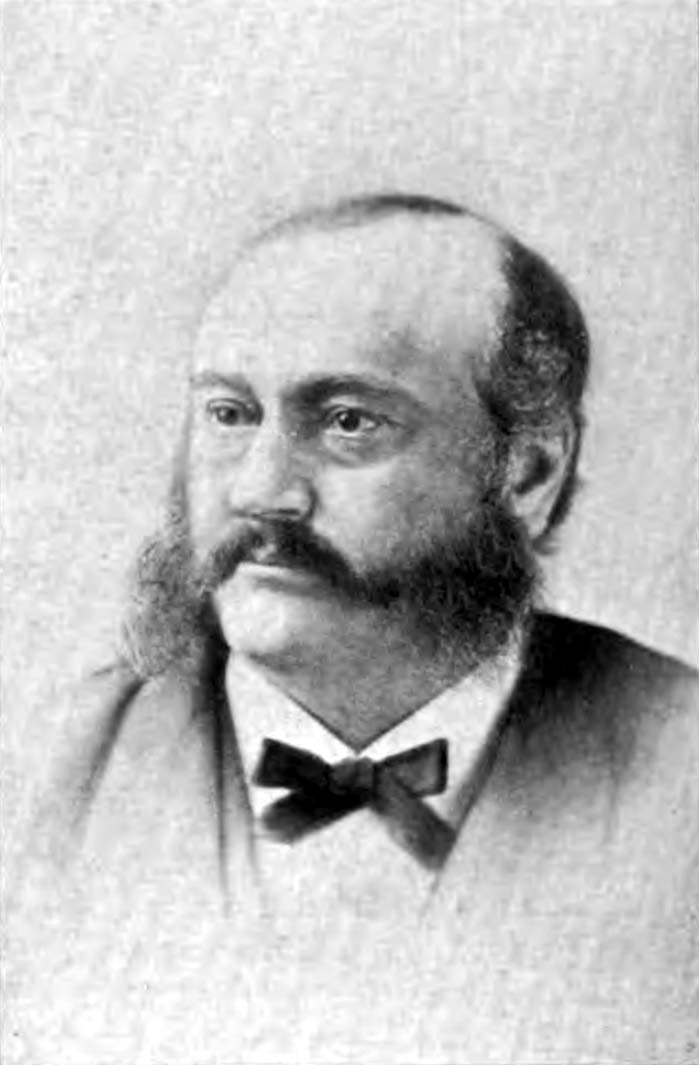
William Dorsheimer

William Dorsheimer (* 5. Februar 1832 in Lyons, Wayne County, New York; † 26. März 1888 in Savannah, Georgia) war ein US-amerikanischer Jurist, Offizier und Politiker.

## Werdegang
Seine Familie zog 1836 nach Buffalo. Dort besuchte er die Gemeinschaftsschule, dann die Phillips Academy in Andover (Massachusetts) und zuletzt die Harvard University. Dorsheimer studierte Jura, bekam 1854 seine Zulassung als Anwalt und fing dann in Buffalo an zu praktizieren. Während des Bürgerkrieges diente er in der US Army, wo er im August 1861 zum Major ernannt wurde und als aide-de-camp im Stab von General John C. Frémont tätig war. Nach dem Krieg bekleidete er zwischen 1867 und 1871 als Nachfolger von William A. Dart den Posten des Bundesstaatsanwalts für den nördlichen Distrikt von New York. Im nachfolgenden Jahr nahm er als Delegierter an der Liberal Republican Convention in Cincinnati (Ohio) teil. Danach wurde er ein Demokrat.
Dorsheimer war zwischen 1875 und 1880 Vizegouverneur von New York. In dieser Zeit nahm er 1876 als Delegierter an der Democratic National Convention teil. Darüber hinaus war er 1876 Kommissar des State Survey und 1883 deren Präsident. Nach dem Ende seiner Amtszeit zog er 1880 nach New York City, wo er seine Tätigkeit als Anwalt fortsetzte. Dorsheimer wurde 1883 zum Kommissar in der State Reservation bei Niagara (New York) ernannt. Er wurde in den 48. Kongress gewählt, wo er vom 4. März 1883 bis zum 3. März 1885 tätig war. Dorsheimer entschied sich 1884 gegen eine Kandidatur für den 49. Kongress. Nach seiner Zeit im US-Abgeordnetenhaus wurde er 1885 als Nachfolger von Elihu Root zum Bundesbezirksstaatsanwalt für den südlichen Distrikt von New York ernannt. Er trat im gleichen Jahr von diesem Posten zurück und wurde Eigentümer des New York Star. Dorsheimer verstarb 1888 in Savannah, während er unterwegs nach Florida war. Er wurde auf dem Forest Lawn Cemetery in Buffalo beigesetzt.